# Stet Howland
Stet Howland (Duxbury, 14 agosto 1960) è un batterista statunitense.
Egli si è esibito per i Temple of Brutality, i RUN21, i Killing Machine, con Joey Belladonna, per i The Howlin' Dogs, gli Impellitteri, i Carnival of Souls e gli W.A.S.P..
Nel febbraio 2006 Stet ha lasciato gli W.A.S.P. per concentrarsi unicamente nel progetto Temple of Brutality.
Dal 2017 è il batterista dei Metal Church.